# Pommes de terre fondantes
 (septembre 2021).
Les pommes de terre fondantes sont une méthode de préparation des pommes de terre qui consiste traditionnellement à les couper en cylindres, à faire dorer les extrémités puis à les rôtir lentement dans du beurre et du bouillon.